# 钱德拉·普拉·雷迪
钱德拉·普拉·雷迪（Chandra Pulla Reddy；1917年—1984年11月9日）是印度共产主义领导人。

## 生平
1917年出生于Velugodu村（目前属于安得拉邦的卡努尔县（Kurnool district））。作为印度独立斗争的领头人物，当时是马德拉斯（现金奈）的金迪工程学院学生，反对英国殖民统治。他被学院开除。后来成为印度共产党卡努尔县委书记。后来成为党内机关报《Janasakthi》的编辑。
是共产主义革命者安得拉邦协调委员会（APCCCR）的主要领导人之一。雷迪开始在坎曼和瓦朗加尔地区组织武装斗争，但没有得到APCCCR领导层的批准。然后，雷迪进行了自我批评。1969年12月，APCCCR领导人被捕。在他们缺席的情况下，雷迪加强了他在组织内部的作用。领导层发出了一封来自监狱的批评信，反对雷迪所执行的路线。1971年，雷迪建立了自己的共产主义革命者安得拉邦委员会。
1975年，他的团体与萨蒂亚纳拉扬·辛格领导的印度共产党（马列）临时中央委员会合并。1980年，他脱离该党，建立自己的印度共产党（马列）。
由于心脏病发作，他于1984年11月9日在加尔各答去世。